# Sphinx chersis
Sphinx chersis is een vlinder uit de familie van de pijlstaarten (Sphingidae). De wetenschappelijke naam van de soort werd in 1823 gepubliceerd door Jacob Hübner.